# قانون بازگشت

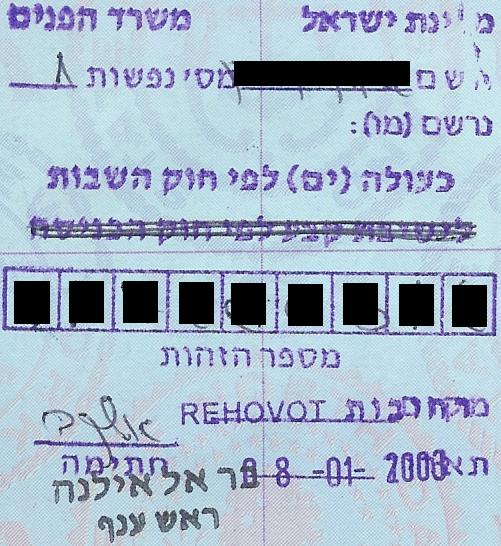
برگه قانون بازگشت

قانون بازگشت (عبری: חוק השבות) یک قانون اسرائیلی است که در سال ۱۹۵۰ تصویب شده و به یهودیان اجازه مهاجرت به اسرائیل و گرفتن تابعیت اسرائیلی می‌دهد. در سال ۱۹۷۰ این قانون به افراد دارای نژاد یهودی و همسران آنان اضافه پیدا کرد.

## قانون
این قانون در پنج ژوئیه سال ۱۹۵۰ تصویب شد. بر اساس این قانون «هر یهودی دارای حق مهاجرت به اسرائیل است». در سال ۱۹۷۰ این قانون به غیریهودیانی را که دارای همسر یهودی باشند نیز تعمیم پیدا کرد.
این قانون به یهودی زاده‌ها و کسانی که به یهودیت گرویده باشند اعمال پیدا می‌کند.
این قانون بر اساس اهداف جنبش صهیونیزم که هدف آن بازگرداندن یهودیان از تمام دنیا به اسرائیل بود تصویب شد.
کسانی که بر اساس قانون بازگشت به اسرائیل مهاجرت کنند تابعیت اسرائیلی را آنی بدست می‌آورند؛ ولیکن اختلاف نظرهایی در مورد اینکه آیا کسی که بر اساس این قانون مهاجرت کرده است یهودی محسوب می‌شود یا نه وجود دارد. زیرا بر اساس قوانین حالاخا کسی که مادر یهودی داشته باشد یا به یهودیت گرویده باشد یهودی است ولیکن بر اساس این قانون ممکن است کسانی به اسرائیل مهاجرت کنند که از نظر روحانیون یهودی، یهودی محسوب نشوند. اگر فرد یهودی دارای خطر برای اسرائیل تشخیص داده شود ممکن است که از اعمال این قانون مستثنی شود.

### نژاد یهودی
بر اساس تعمیمات این قانون در سال ۱۹۷۰ که به مسئله چه کسی یهودی است؟ پرداخت موادی به این قانون اضافه شد. به طور کلی در تعریف اولیه این قانون کسی یهودی محسوب می‌شد که بر اساس قوانین نورنبرگ یهودی حساب می‌شد. به دلیل اینکه قوانین نورنبرگ بر پایه قوانین حالاخا نبودند، تعریف یهودی بودن در این قانون نیز تعریف حالاخایی نیست. از این رو بر اساس حالاخا کسی که دین یهودی بودن خود را با نظر خود عوض کرده باشد بر اساس حالاخا هنوز یهودی محسوب می‌شود ولیکن بر اساس این قانون حق مهاجرت را به اسرائیل ندارد.
یک تعریف دیگر از این قانون در زمانی مطرح شد که مهاجران از لهستان به دلیل برنامه‌های ضد یهودی آن کشور مهاجرت کردند. بسیاری از این یهودیان دارای افراد غیریهودی در بین افراد خانواده خود بودند.
به دلیل اینکه سیستم قانونی برای ازدواج و طلاق در اسرائیل بر پایه یهودیت ارتدوکس است امکان این وجود دارد که کسی بر اساس قانون بازگشت یهودی محسوب شود ولیکن بر اساس قوانین ارتدوکس یهودی محسوب نشود و ازدواج او از نظر قانونی مشکل دار باشد.

## بحث
منتقدان معمولاً این قانون را نشانه نژادپرستی و غیر دموکراتیک بودن اسرائیل می‌دانند. فلسطینیان معمولاً به این امر اشاره می‌کنند که بر اساس اینکه آنها نیز از سرزمین خود رانده شده‌اند باید شامل قانون بازگشت شوند. همچنین به دلیل اینکه این قانون به آنها اجازه بازگشت نمی‌دهد آن را نژادپرست می‌دانند. از این رو فلسطینیانی که تمامی اجداد آنها در این محل زندگی می‌کردند حق بازگشت را ندارند ولیکن هر فرد یهودی و حتی یهودی زاده که به شریعت یهودی پابند نیست از هر کشور حق به دست آوردن تابعیت اسرائیلی را به صورت فوری دارد.
طرفداران اسرائیل معمولاً در دفاع از این قانون بیان می‌کنند که به دلیل اینکه یهودیان در کشورهای دیگر مورد ظلم قرار گرفته‌اند اسرائیل باید جمعیت خود را با اکثریت یهودی حفظ کند. از این رو اسرائیل باید محل امنی برای یهودیان در صورت رانده شدن از کشورهای دیگر باشد. همچنین آنها می‌گویند به دلیل اینکه این قانون به همسر یا بستگان غیر یهودی فرد یهودی نیز تابعیت اسرائیلی می‌دهد پس نمونه نژادپرستی نیست.